# 大阪市立中之島小学校・中学校
大阪市立中之島小学校・中之島中学校（おおさかしりつ なかのしましょうがっこう・なかのしまちゅうがっこう）は、大阪市北区中之島6丁目にある、公立小中一貫校の小学校および中学校である。通称は中之島小中一貫校（なかのしましょうちゅういっかんこう）。

## 概要
大阪市北区の中之島西部地域での児童・生徒数増加と周辺地域での学校過密化への対策として、2024年度に新設される公立の小中一貫校である。
校名は、学校所在地の地名・中之島から取られた。市民から校名案の公募をおこなったところ、「中之島」を含む校名案が多数にのぼったことから、公募内容を参考にして大阪市教育委員会が選定した。

## 沿革
校区となる地域では従来、大阪市立扇町小学校および大阪市立天満中学校が通学区域に指定され、同校に通学していた。また扇町小学校・天満中学校へは通学距離が長くなることもあり、校区のうち中之島3-6丁目については、調整区域として西区の大阪市立西船場小学校・大阪市立花乃井中学校への就学も可能となっていた。また、北区の大阪市立西天満小学校への就学も可能になっていた。
2010年代になると、大阪市では都心部への人口回帰傾向が進み、北区・西区・中央区の都心部の行政区の人口が増加した。このことに伴い、関連地域の小中学校に通学する児童・生徒数が急増すると見込まれるようになり、近い将来に学校過密化問題や教室不足などが生じることが危惧された。地域での児童・生徒数の急増見通しを受けて、大阪市は対策プロジェクトチームを設置した。このプロジェクトチームは2018年3月、今後も児童・生徒数の増加が見込まれると判断した中之島西部地域に、小中一貫校の小学校および中学校を新設する構想を明らかにした。
当初は、北区中之島5丁目・旧大阪市立扇町高等学校跡地に新しい小中一貫の小中学校を設置することが検討された。しかしその後計画が変更され、中之島6丁目の旧三井倉庫玉江町倉庫跡地で、同倉庫閉鎖後は関電不動産開発が所有していた土地を大阪市が取得して、新校を設置することが決まった。
2023年2月22日の大阪市会で学校設置条例が改正され、大阪市立中之島小学校・大阪市立中之島中学校の校名および通称を「中之島小中一貫校」とすることと、2024年度の開校が正式決定した。

### 年表
- 2018年3月29日 - 中之島西部地域小中一貫校（仮称）の構想が明らかになる。
- 2022年4月 - 中之島6丁目で校舎建設工事を開始。
- 2023年2月22日 - 大阪市会で学校設置条例の改正が成立。大阪市立中之島小学校・大阪市立中之島中学校の校名と、2024年度の開校が正式決定。
- 2024年4月1日 - 開校。

## 通学区域
- 大阪市北区 中之島1-6丁目、堂島1-2丁目、堂島浜1-2丁目、曽根崎新地1-2丁目。（小中学校とも共通）

## 交通
- 京阪中之島線 中之島駅 西へ約300m。
- 大阪環状線 福島駅 南西へ約1.2km。
- JR東西線 新福島駅、阪神本線 福島駅 南西へ約1km。
- 大阪シティバス 土佐堀二丁目バス停、堂島大橋バス停。